# 장산 목장터
장산 목장터는 전라남도 신안군 장산면 대리에 있다. 2000년 1월 31일 신안군의 향토유적 제29호로 지정되었다.

## 개요
조선시대 국가의 우마를 사육하던 장소이다. 왕의 가마와 말 외양간과 목장에 관한 사항을 관장하는 사복시라는 관부에서 감독관이 배치되어 운영하였다.

## 같이 보기
- 사복시